# OPS Oulu
El Oulun Palloseura, conocido como OPS, es un equipo de fútbol que juega en la Segunda División de Finlandia.
Fue fundado en el año 1925 en la ciudad de Oulu y está representaod en varios deportes por ser un club multideportivo, representado en  bandy y boliche. Ha sido campeón de Liga en 2 ocasiones y 3 veces finalista del torneo de Copa.
A nivel internacional ha participado en 2 torneos continentales, en mbos fue eliminado en la Primera Ronda.
En la temporada 2011, el equipo no tuvo permiso para jugar en la Primera División de Finlandia y fue relegado a la división inferior, cediéndole su lugar al FC Lahti.

## Palmarés
- Primera División de Finlandia: 2

1979, 1980
- Copa de Finlandia: 0
  - Finalista: 3

1974, 1987, 1988
- Segunda División de Finlandia: 1

2009

## Participación en competiciones de la UEFA
- Liga de Campeones de la UEFA: 2 apariciones

1981 - Primera Ronda
1982 - Primera Ronda